# Potentilla quinquefolia
Potentilla quinquefolia là loài thực vật có hoa trong họ Hoa hồng. Loài này được (Rydb.) Rydb. miêu tả khoa học đầu tiên năm 1898.